# Stopplaats Rande
Stopplaats Rande (afkorting Ran) is een voormalige halte aan de Staatslijn A. De stopplaats Rande lag tussen de huidige stations Deventer en Olst, bij de spoorwegovergang met de Wetermansweg.